# Гарнієр Олександр Миколайович
Олександр Миколайович Гарнієр (нар. 1896 року у с. Сядрине, Сосницький повіт, Чернігівська губернія — 31 грудня 1921 року, околиці с. Бреч) — учасник «боротьби за владу Рад» на території України, член ВКП(б) з 1917 року, матрос Балтійського флоту, учасник штурму Зимового палацу, пізніше радянський військовик та міліціонер. Онук французького комунара Антуана Гарньє.

## Біографія
Народився 1896 року у селі Сядрине Сосницького повіту, нині — Корюківського району, Чернігівської області. Служим матросом-електриком на есмінці «Разящій» на Балтийському морі під час Першої світової війни. Надалі очолив матроський комітет корабля.
1917 року вступив до ВКП(б), був учасником жовтневого перевороту, брав участь у штурмі Зимового палацу в Петрограді.
В 1918 очолював об'єднаний загін сосницьких і корюківських партизанів.
У березні 1918 року був зарахований до 1-го революційного полку імені В. І. Леніна, що був сформований у місті Новозибков Брянської губернії. У серпні полк було перекинуто на Кавказький фронт. У січні 1919 року Гарнієр був призначений командиром полку. Під його командуванням полк брав участь у боях біля станиці Наурської, але був розгромлений козаками Денікіна, а залишки відступили до Астрахані.
Надалі служив комісаром у 517-му полку 173-ї дивізії.
У вересні 1921 року призначений начальником Сосницького відділку міліції. Основною метою призначення була боротьба з повстанським загоном Луки Рака, який налічував близько 70-200 бійців, зокрема колишніх міліціонерів. Кавалерійський загін під командуванням Гарнієра рушив убік села Бреч, що контролювалося повстанцями. В ході бою більшість повстанців були вбиті, загинув і Олександр Гарнієр.
Олександр Гарнієр похований на площі в Корюківці, яка носить його ім'я [джерело?]. Також його іменем називалася вулиця у місті (нині Вознесенська). На могилі 1968 року встановлено погруддя.